# 平豊間
平豊間（たいら とよま）は、福島県いわき市の大字である。郵便番号は970-0224。

## 地理
いわき市中央部の平地区に属し、地区内南東部の太平洋に面する沿岸部に位置する。北で平上山口、平沼ノ内、平薄磯、南で江名、南西で小名浜上神白、西で鹿島町上蔵持とそれぞれ隣接する。概ね町村制施行以前の磐前郡豊間村の流れを汲む地域である。塩屋埼と合磯岬とに挟まれた二級水系諏訪川流域の太平洋沿岸部と西側の山間部を範囲とする。沿岸部に集落が広がり、山間の谷間には水田が広がる。2011年3月11日に発生した東日本大震災の津波により、沿岸部の住宅地は壊滅的な被害を受け、復興事業として大規模な防潮堤の整備と区画整理が行われたため、旧来とは大きく姿を変えた。内郷御厩町に所在するいわき中央警察署及び平字正内町に所在する平消防署がそれぞれ管轄にあたる。

### 主な字
字
- 塩屋町
- 八幡町
- 洞
- 大作
- 柳町

- 原町
- 下町
- 合磯（かっつお。読み方は「かっつぉ」）
- 兎渡路
- 寺前

- 神之前
- 猿田
- 入山
- 樋口
- 下ノ内

- 榎町
- 番下作
- 塩屋台
- 二見台

## 岬
- 塩屋埼
- 合磯岬

## 河川
- 諏訪川 (福島県)

## 歴史
- 1879年1月27日 - 湯長谷藩領豊間村が福島県内における郡区町村制の施行により磐前郡の村となる[4]。
- 1889年4月1日 - 町村制の施行により豊間村が薄磯村、沼ノ内村と合併し、磐城郡豊間村が発足する。旧豊間村域は新たな豊間村の大字となる[4]。
- 1896年4月1日 - 磐城郡と周辺郡との合併により石城郡が発足し、石城郡豊間村となる[4]。
- 1940年5月1日 - 町制施行に伴い石城郡豊間町の大字となる[4]。
- 1954年10月1日 - 豊間町が平市と合併し、平市の大字となる[4]。
- 1966年10月1日 - 平市が磐城市・常磐市・内郷市・勿来市、石城郡小川町・遠野町・四倉町・川前村・田人村・好間村・三和村、双葉郡久之浜町・大久村と合併しいわき市となり、いわき市平地区の大字となる[4]。

## 世帯数と人口
2023年10月31日現在の世帯数と人口は以下の通りである。
| 大字   | 世帯数  | 人口   |
| ------ | ------- | ------ |
| 平豊間 | 667世帯 | 1680人 |

## 小・中学校の学区
市立小・中学校に通う場合、学区は以下の通りとなる。
| 番地 | 小学校               | 中学校               |
| ---- | -------------------- | -------------------- |
| 全域 | いわき市立豊間小学校 | いわき市立豊間中学校 |

## 交通

### 道路
- 福島県道15号小名浜四倉線
  - 豊間トンネル
  - 合磯トンネル
- 福島県道382号豊間四倉線
- 一級市道四倉永崎線

## バス
新常磐交通路線バス
- （いわき駅方面） - 豊間市民サービスセンター - 豊間 - 豊間柳町 - 原町 - 下町 - 兎渡路 - 兎渡路南 - 豊間南集会所 - 合磯 - 二見ヶ浦 - （小名浜方面）
  - いわき駅～豊間～江名～小名浜
  - いわき駅～豊間～小名浜～泉駅
  - 小名浜～江名～いわき駅～平商
  - 小名浜～江名～豊間～光洋高校
  - 西原～江名～泉駅～湯本高校
  - 泉駅～江名～平工業高～いわき駅

## 施設
- 豊間漁港 豊間地区
- いわき市豊間市民サービスセンター
- 豊間防災緑地
- 豊間公園
- 豊間はまなす公園
- 市営豊間団地（災害公営住宅）
- 豊間郵便局
- ひまわり信用金庫 豊間支店
- 絵本美術館 まどのそとのそのまたむこう
- 八坂神社
- 八幡神社
- 豊間諏訪神社
- 津守神社
- 浄土宗浄応寺
- 真言宗寶蔵寺